# Euchone olegi
Euchone olegi är en ringmaskart som beskrevs av Zachs 1933. Euchone olegi ingår i släktet Euchone och familjen Sabellidae. Inga underarter finns listade i Catalogue of Life.